# Sisyropa prominens
Sisyropa prominens là một loài ruồi trong họ Tachinidae.